# Танто

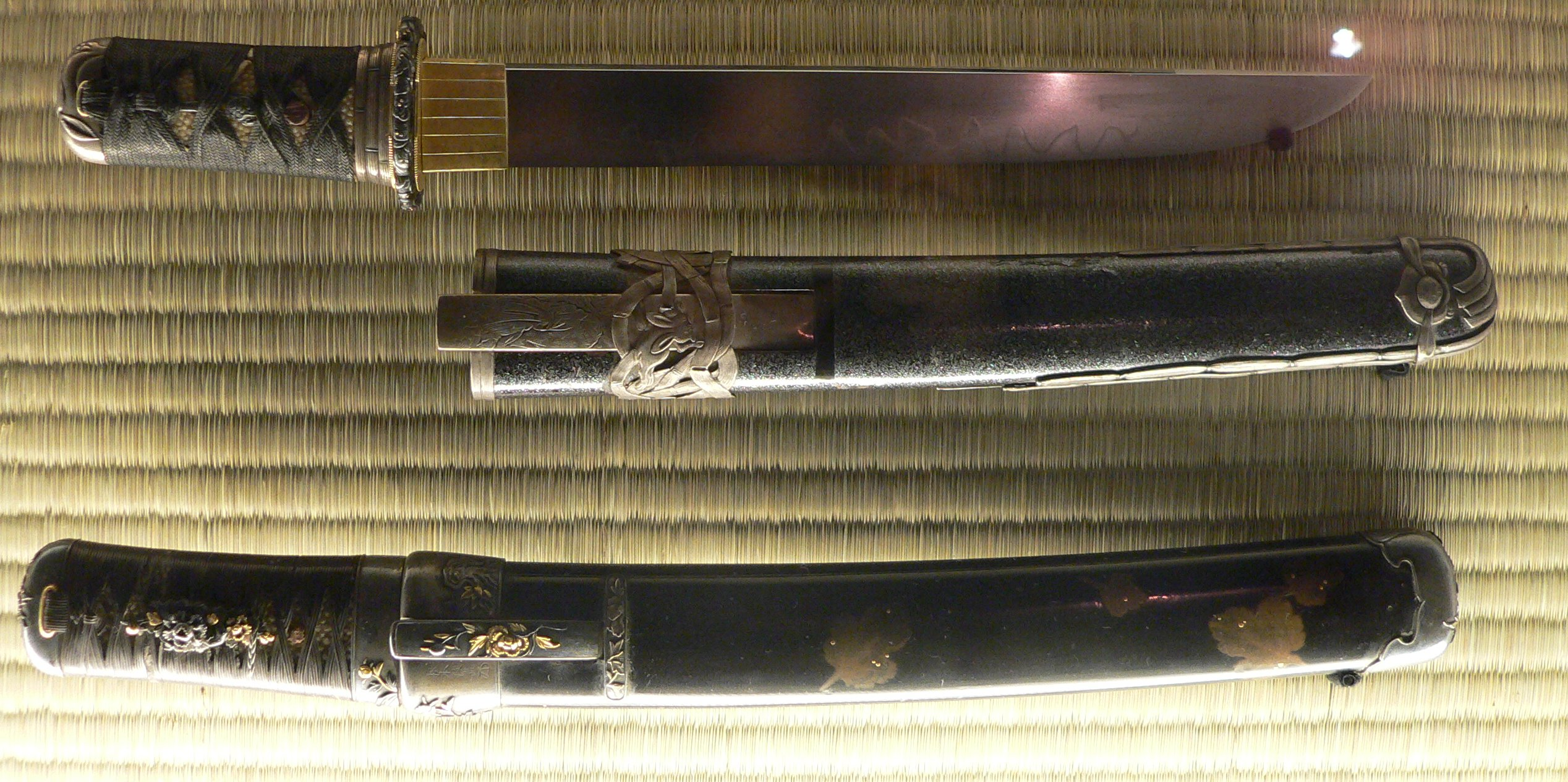

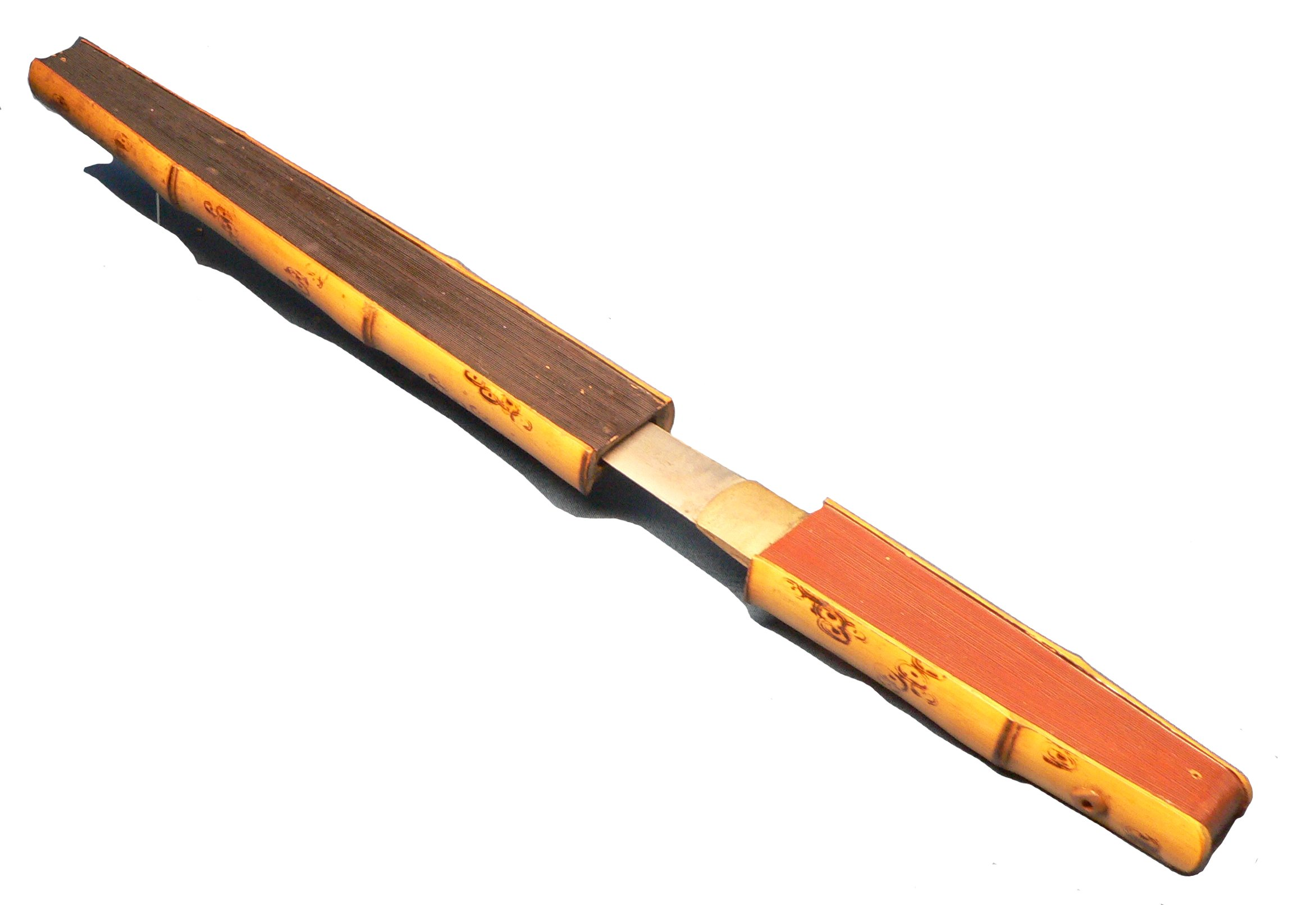
Танто замаскований під віяло

Танто́ (яп. 短刀 «короткий меч») — японський короткий меч або ніж з односторонньою заточкою і довжиною леза до 1 сяку (до 30,1 см). Використовувався здебільшого як колюча зброя.

## Історія
Перші танто з'явилися в період Хей'ан як утилітарна зброя. За час війни Ґемпей в танто стали бачити не тільки зброю, але й витвір мистецтва. Культура самураїв до цього часу досягла свого розквіту. Коли епоха Хейан підходила до кінця до комплекту воїна входили  лук, наґіната, довгий меч і танто. 
На початку періоду Камакура виготовленню і художньому оформленню танто почали приділяти значну увагу. В цей час працював один з найвідоміших майстрів-зброярів — Йошіміцу.
У період Муромачі, добу постійних міжусобиць, попит на танто зріс, але у період Едо, у зв'язку з припиненням внутрішніх воєн і вилученням зброї у цивільного населення значно згас.
Реставрація_Мейдзі повалила правителів шьоґунів Токуґава, і створила свою імператорську лінію правління. Імператорські придворні знову повернулися до старих традицій, які існували до правління Токугава, а також повернули моду на носіння танто.
Танто носили як другий малий меч (小刀, шьото) в парі мечів — великого і малого (大小, дайшьо). До початку 16 століття самураї, зазвичай, використовували замість малого меча вакідзаші короткий меч танто. Він був легким і багатофункціональним. Їх часто застосовували нінджі та якудза.
У 19 столітті попит на ці мечі знову зріс.
Сьогодні носіння танто в Японії заборонено.

## Різновиди
Танто виковуються в стилі хірадзукурі (平作り), майже пласкими, без ребра жорсткості, на противагу стилю шіноґідзукурі (鎬作り), з ребром жорсткості, що зазвичай притаманний виготовленню катани.
Є різновид танто, що має товсті перекресні секції для покращення пробивання обладунків. Такі ножі
мають назву йоройдоші (鎧通し) .
Існував також різновид «кишенькового» танто, що звався кайкен (懐剣) і використовувався жінками для самозахисту. Зазвичай його ховали за поясом чи у рукаві.
Існують різновиди танто, що виготовляються з дерева, або пластмаси і застосовуються для тренувань у японських бойових мистецтвах кендо, айкідо, джюджюцу та інших. Майстри єдиноборств вищого рівня використовують танто при тренуваннях, та для демонстрацій металеві варіанти з затупленим лезом.